# Mors (automóvil)

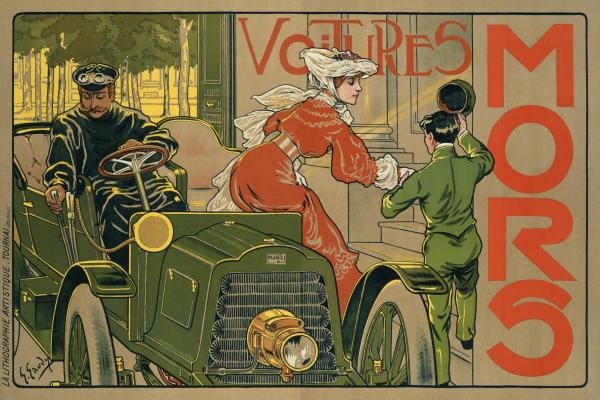
Anuncio de Mors

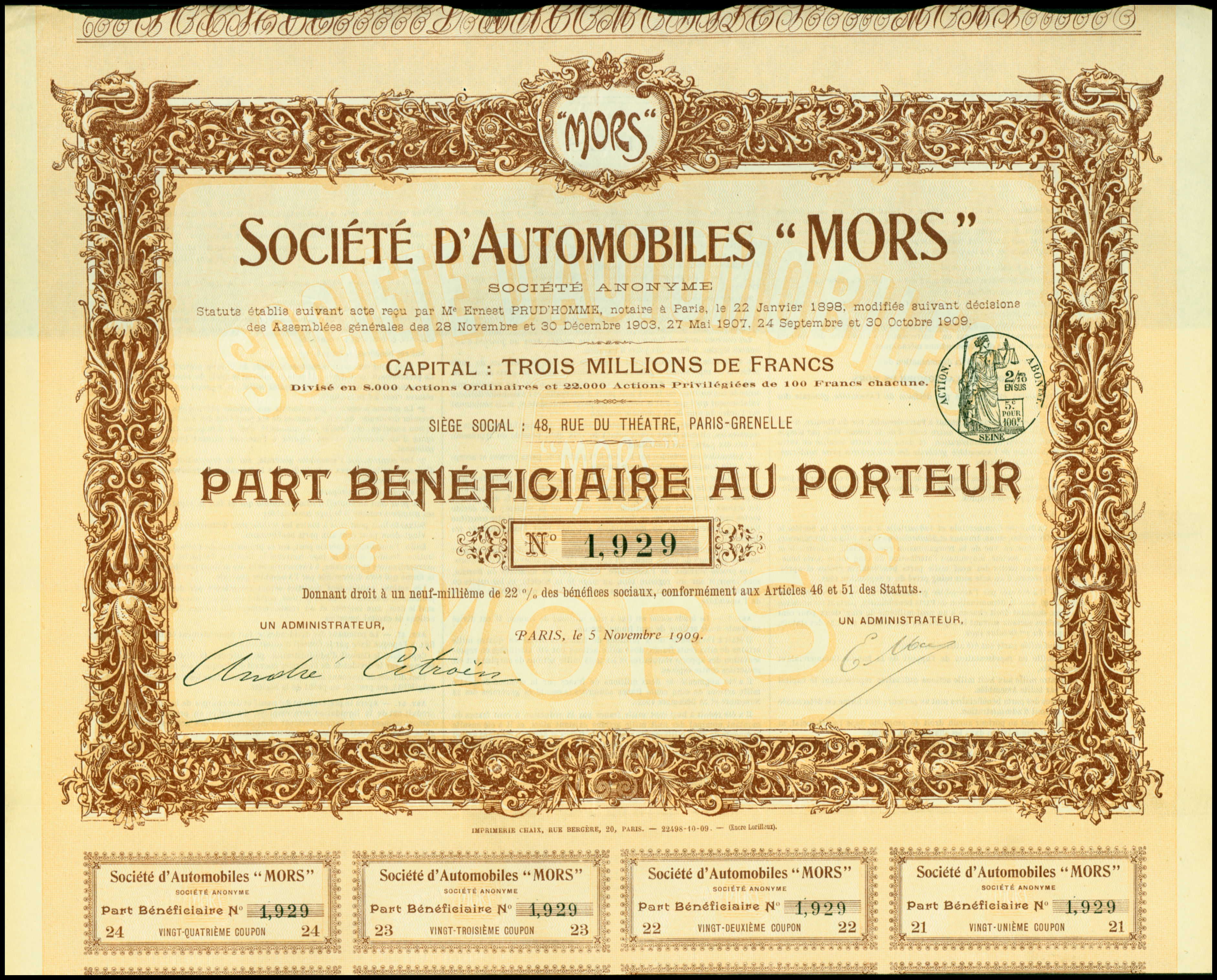
Participación de la Société d'Automobiles Mors (5 de noviembre de 1909)

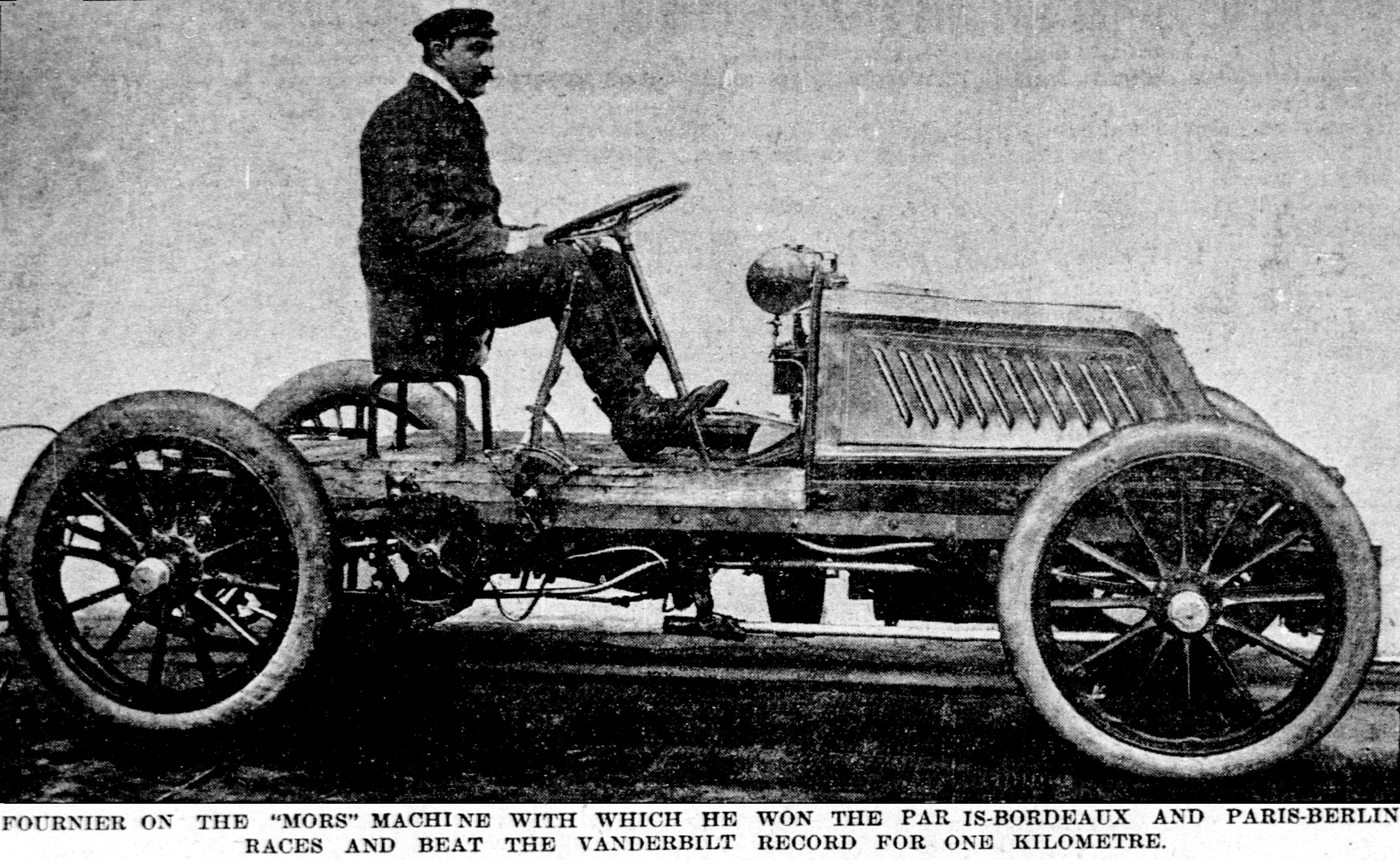
Henri Fournier en el "Mors Machine", 1902

Mors 6HP Dogcart de 1898

Mors 10HP Tonneau de 1901, propiedad del Royal Automobile Club

Mors 16HP Limousine de 1902

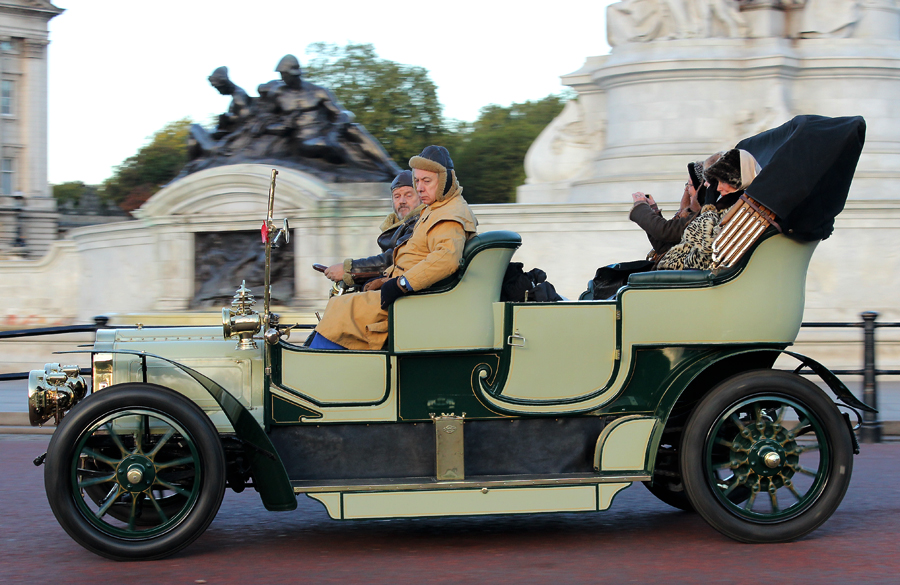
Mors 32 HP Roi-des-Belges (Rey de los Belgas) 1904

La Sociedad de Automóviles Mors, fue una firma industrial francesa especializada en el rubro de la ingeniería metalmecánica. Fue fundada en el año 1874 por el industrial Louis Mors junto a su hermano Émile, inicialmente como una empresa dedicada al rubro de la ingeniería eléctrica. Esta empresa se inició como un fabricante de componentes eléctricos, hasta que en 1880 decidió expandir su producción hacia otras ramas de la ingeniería eléctrica. A pesar de ello, en 1885 Émile Mors se aventura a producir su primer prototipo de automóvil impulsado con un motor de vapor, a partir de un calentador de petróleo. Este desarrollo animó a los hermanos Mors a avanzar en el plano industrial francés, constituyendo en 1895 la Sociedad de Automóviles Mors.
Debido a su año de fundación, la Mors es recordada como uno de los primeros fabricantes especializados en el rubro automotor. Al mismo tiempo, tuvo también participaciones en las primeras competencias de automovilismo, práctica que fuera considerada por Émile Mors como una importante y estratégica forma de publicitar a la firma. Durante sus participaciones fueron muy comunes sus duelos con la marca Panhard.
Así como Mors supo ser pionera en la producción automotriz y en las competencias automovilísticas, también supo ser pionera en el uso de impulsores con bloques de configuración en V, siendo el Mors Grand Prix de 60 caballos de fuerza equipado con un impulsor de 4 cilindros en V, de 10 litros y válvulas laterales. Equipado con ignición por magneto y lubricación por carter seco, este coche era capaz de girar a 950 rpm. Este vehículo estaba proyectado sobre un chasis de acero y su equipamiento se completaba con una transmisión de cuatro velocidades conectada a las ruedas traseras a través de la transmisión por cadena y frenos para estas ruedas.
Tras un período de buenas finanzas, en las cuales Mors había liderado buena parte del mercado, sus acciones comenzaron a experimentar una fuerte merma a partir del año 1905, lo que puso a la sociedad al borde del colapso. En 1906 fue incorporado como gerente el industrial André Citroën, quien inició un proceso de reforma que terminó con su designación como Presidente de la sociedad en el año 1908. Con el estallido de la Primera Guerra Mundial, la fábrica fue reorientada a la producción de material bélico, hasta que finalizada la contienda retomó la normal producción de automóviles.
Finalmente y tras varios años presidiendo la sociedad, André Citroën compró los últimos activos de la Sociedad Mors, convirtiéndola en 1925 en el fabricante de automóviles Citroën, implementando como blasón el diseño del Doble Chevrón, en alusión a los engranajes helicoidales dobles desarrollados por Citroën y que fueron implementados en los coches de la antigua Mors.
Tras esta desaparición, la firma Mors fue reflotada durante el período de la Segunda Guerra Mundial, gracias a una nueva fábrica de componentes eléctricos fundada por Émile Mors. Tras esto, en la década del '50 retomó la producción automotriz, aunque en estos casos produciendo coches de bajo costo impulsados con motores eléctricos.

## Historia
La fábrica Mors de automóviles, activa entre 1895 y 1925, fue uno de los primeros constructores franceses de coches. Firma pionera en participar en pruebas automovilísticas desde 1897, el fundador de la compañía, Émile Mors, creía en los beneficios técnicos y promocionales de las carreras. A principios de siglo, las carreras automovilísticas se habían convertido en gran parte en una competencia entre Mors y Panhard et Levassor.

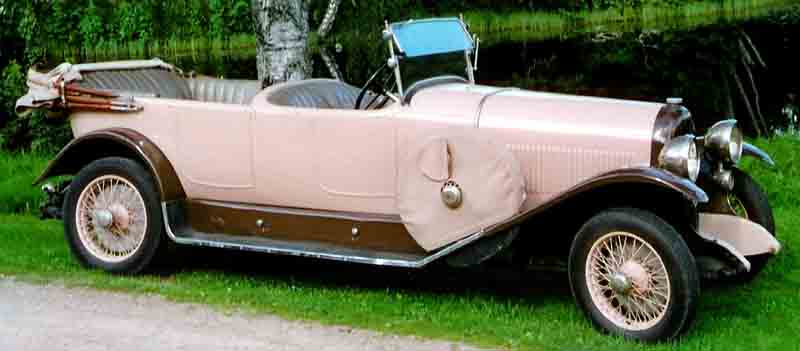
Último modelo de Mors: el 12/16 HP Sport de 1925

Mors fue uno de los primeros automóviles en utilizar la configuración del motor en V. El automóvil Mors de Grand Prix de 60 caballos era impulsado por un motor motor V4 de 10 litros de válvulas laterales, con ignición por magneto y lubricación por cárter seco, que podían alcanzar 950 rpm. El coche tenía un chasis de acero y una caja de cambios de cuatro velocidades que impulsaba las ruedas traseras a través de una cadena de transmisión, y disponía de freno en las ruedas traseras. En 1902, Mors agregó amortiguadores neumáticos a sus automóviles, lo que significó un gran avance, dada la calidad de las carreteras y pistas de carreras en aquel momento. Con este coche, Henri Fournier ganó la importante carrera París-Berlín, rompiéndose la cadena de transmisión inmediatamente después.

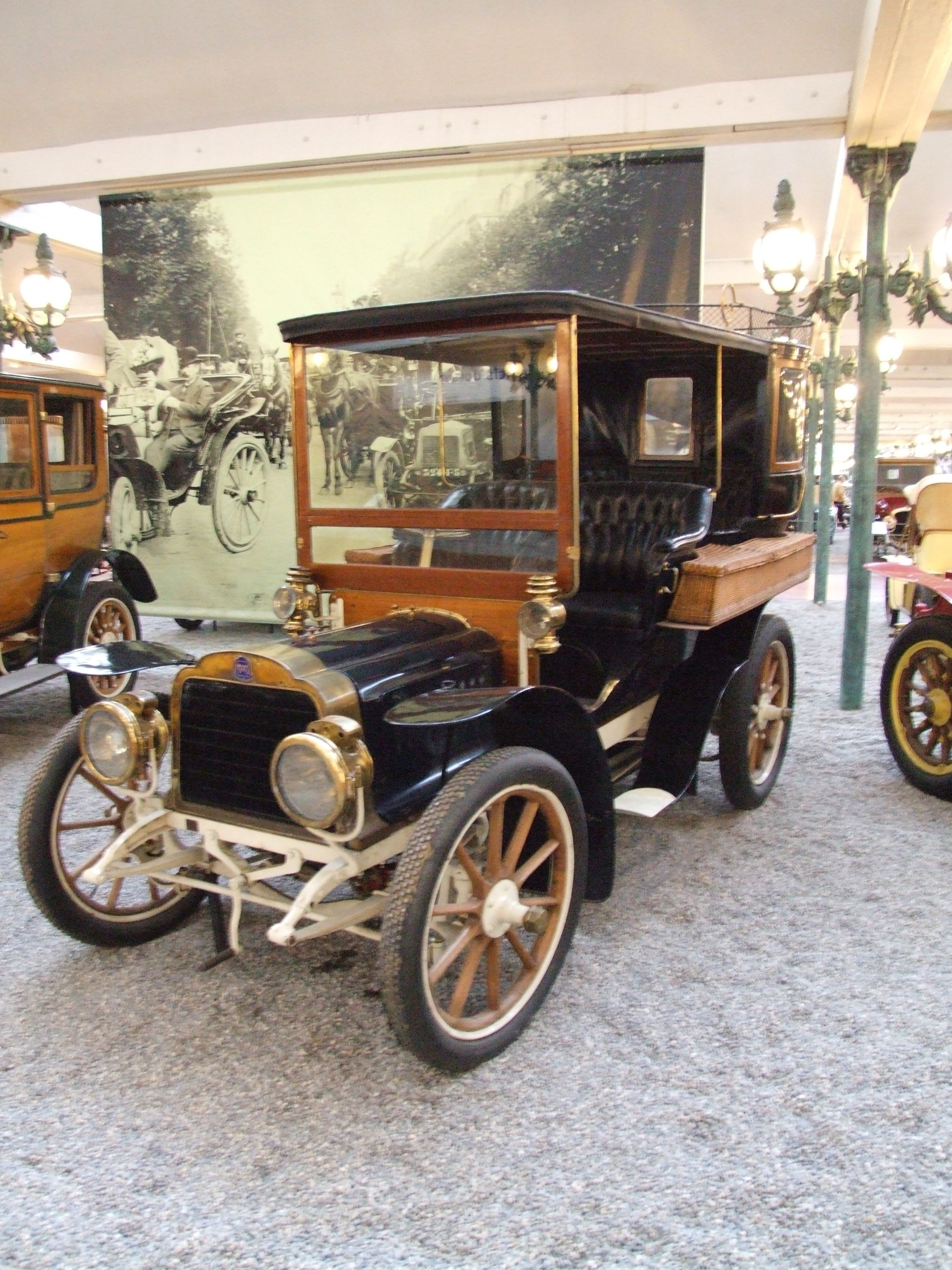
Mors Tonneau Cerrado Tipo N, 4 cilindros, 1809 cc, 60 km/h, Cité de l'Automobile, Mulhouse, Francia

Mors terminó su participación en las carreras en 1908. Los planes para volver a la competición se cancelaron debido a la Primera Guerra Mundial.
André Citroën se convirtió en presidente de Mors en 1908 y restauró la viabilidad de la compañía. En 1925, Citroën compró  directamente la empresa y a continuación la cerró, utilizando su fábrica para la producción de los automóviles Citroën.
La compañía produjo una serie de modelos que se vendieron ampliamente en Europa y en los Estados Unidos. En 1905, la gama de motores abarcaba de 2.3 litros a 8.1 litros y desde 40 a 52 CV. Hacia 1914, los coches de la marca Minerva construidos con motor Knight dotado de válvula de camisa, reemplazaron las unidades de válvulas laterales en los modelos más grandes. Después de 1918 solo se utilizaron motores con válvulas de camisa. Los engranajes de espiga de Citroën se utilizaron para los ejes traseros de transmisión cónica a partir de 1914 y una característica única fue el embrague patentado por Mors, que tenía un sistema de banda de contracción que reemplazó al embrague cónico utilizado hasta 1903.
La marca resucitó brevemente como una compañía filial de automóviles eléctricos fundada por Émile Mors, que fabricó algunas pocas unidades durante la Segunda Guerra Mundial.

## Central Automobile Company
Central Automobile Company fue el importador estadounidense de automóviles Mors en Nueva York en la primera parte del siglo XX.
El 1904 Mors 18 HP, un automóvil de turismo equipado con un tonneau, podía acomodar de 4 a 6 pasajeros y se vendía por más de 8000 dólares. El motor de cuatro cilindros en línea refrigerado por agua montado verticalmente, ubicado en la parte delantera del automóvil, rendía 18 CV, y disponía de una caja cambios de 4 velocidades. El automóvil con estructura de acero prensado era bastante moderno, con un radiador celular (con ventilador) y un control de aceleración. El Mors 11 CV se vendía por unos 5000 dólares.

## American Mors
La St. Louis Car Company también fabricó el American Mors. Después de fabricar los autos St. Louis y Kobusch, el último de los cuales parecía un Mors, la St. Louis Car Company adquirió una licencia oficial, planos y procedimientos de la factoría de París para fabricar coches Mors en los Estados Unidos. Tras producir el American Mors por tres años, la compañía recurrió a la fabricación de un auto de su propio diseño, el Standard Six.